# Don't Go Breaking My Heart
"Don't Go Breaking My Heart" er en duet med Elton John og Kiki Dee. Den blev skrevet af Elton John og Bernie Taupin under pseudonymerne "Ann Orson" og "Carte Blanche".

## Udgivelse og indspilning
Ligesom mange af Elton Johns singler af denne periode blev sangen aldrig inkluderet på et studiealbum, selv blev sangen indspillet under de samme sessioner som albummet Blue Moves (1976).
"Don't Go Breaking My Heart" var den første single for Elton John og Kiki Dee som nåede førstepladsen på UK Singles Chart. Sangen var også Elton Johns sjette single som nåede førstepladsen på Billboard Hot 100. I USA blev certificeret guld af Recording Industry Association of America.

## Optrædener
I 1978 udførte Elton John sangen som en gæst på The Muppet Show. I 1985 udførte John og Kiki Dee sangen på Wembley Stadium under Live Aid. John udførte også sangen med Spice Girls i ITV-programmet An Audience with Elton John.

## Hitlister
| Hitliste (1976)                   | Placering |
| --------------------------------- | --------- |
| Australien (Kent Music Report)    | 1         |
| Østrig (Ö3 Austria Top 40)        | 8         |
| Belgien (Ultratop)                | 3         |
| Canada (RPM Top Singles)          | 1         |
| Nederlandene (Dutch Top 40)       | 2         |
| Frankrig (SNEP)                   | 1         |
| Tyskland (Media Control Charts)   | 5         |
| Irland (Irish Singles Chart)      | 1         |
| Italien (FIMI)                    | 1         |
| New Zealand (RIANZ)               | 1         |
| Norge (VG-lista)                  | 5         |
| Sverige (Sverigetopplistan)       | 3         |
| Schweiz (Schweizer Hitparade)     | 4         |
| Storbritannien (UK Singles Chart) | 1         |
| USA (Billboard Hot 100)           | 1         |